# 朗根施泰因
朗根施泰因是奥地利上奥地利州佩尔格县的一个市镇。总面积11.3平方公里，总人口2677人，人口密度236.9人/平方公里（2005年）。